# Бучацький Олександр Омелянович

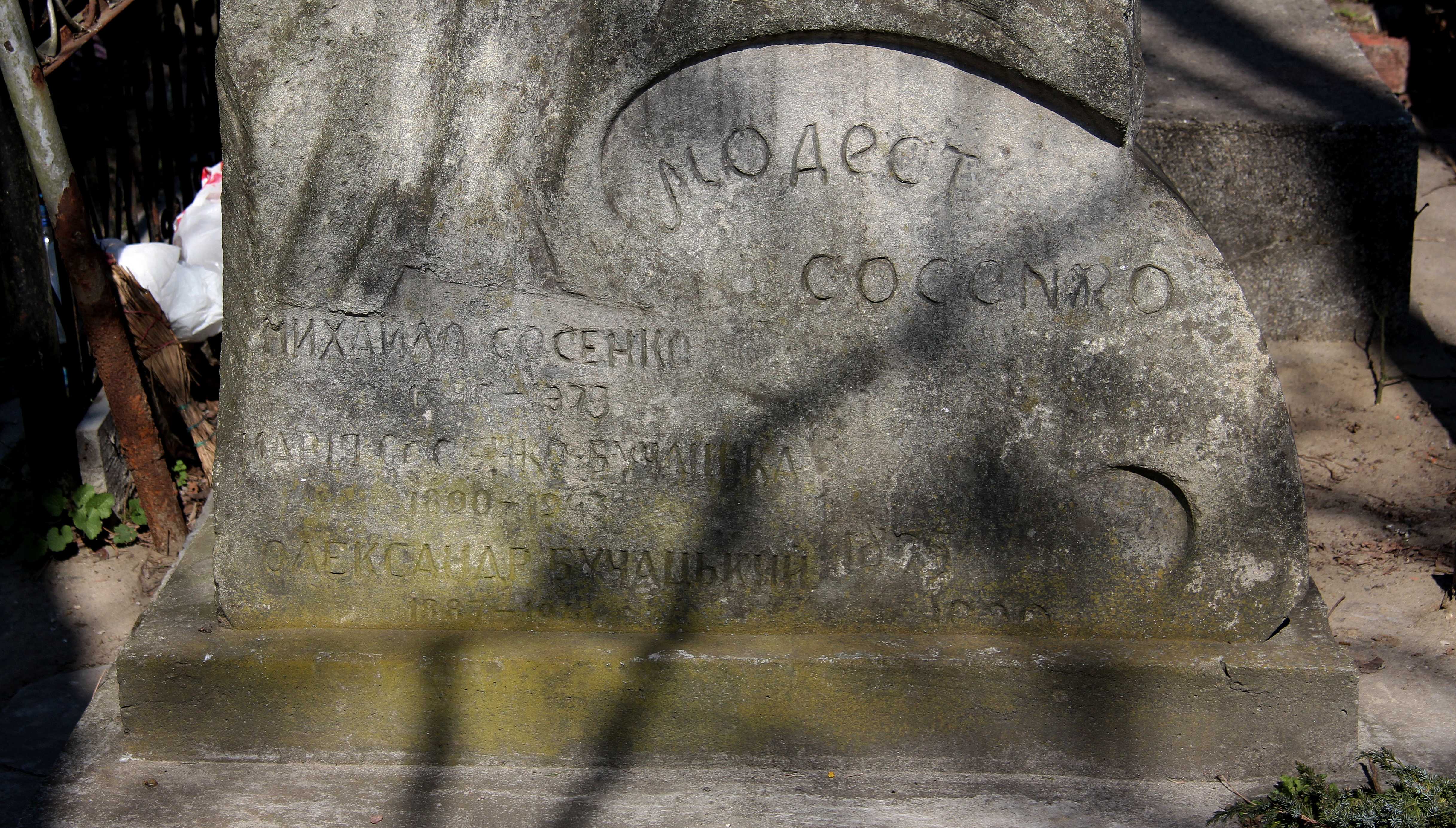
Могила Олександра Бучацького на 31 полі Янівського цвинтаря

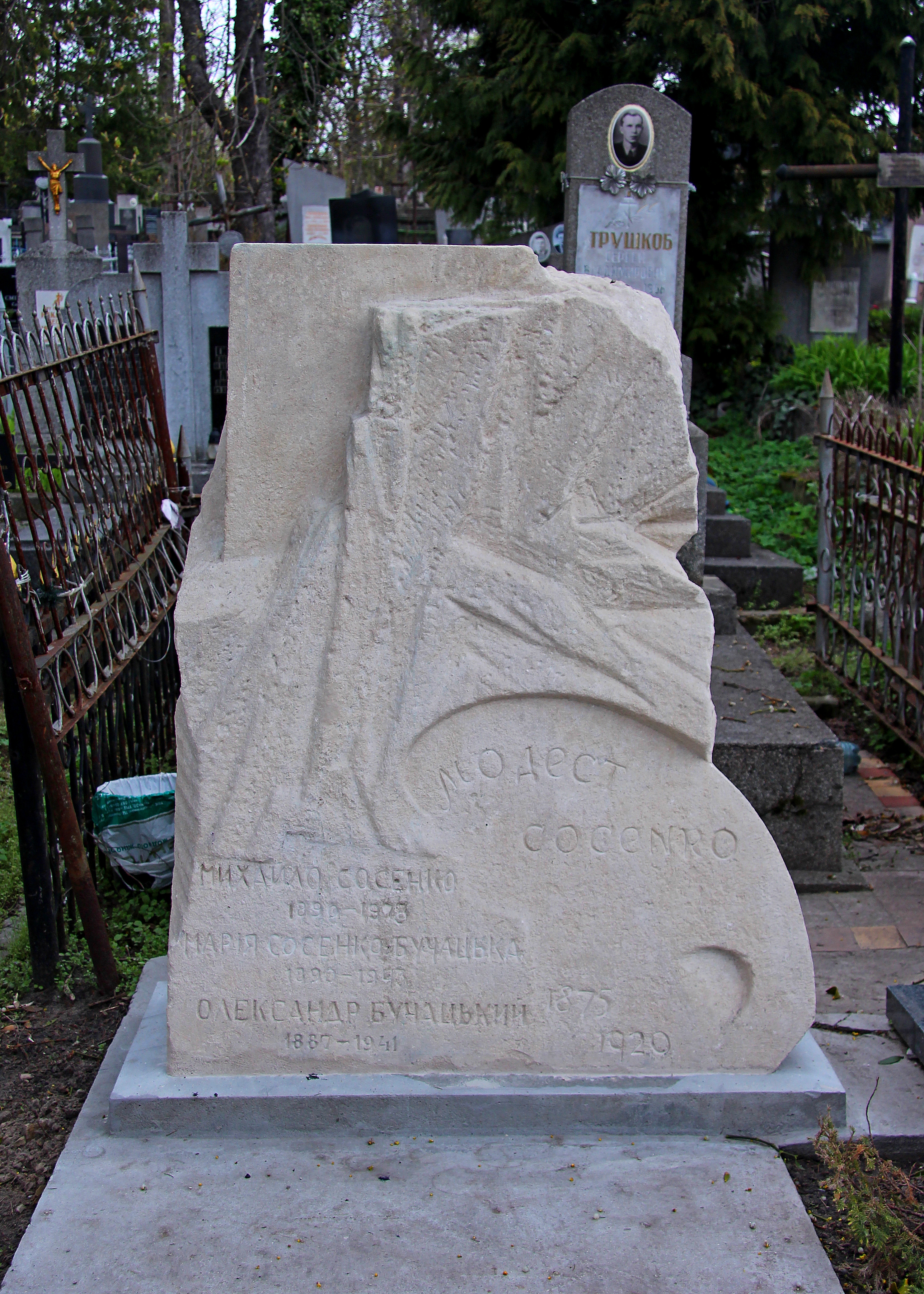
Могила Олександра Бучацького на 31 полі Янівського цвинтаря

отець Олександр Омелянович Бу́чацький (9 березня 1887, Риманів — 21 грудня 1940, Львів) — український греко-католицький священник і виховник у Галичині. Засновник і перший комендант Уладу Новиків (з 1926), організатор новацьких таборів у Підлютому та на Остодорі в Карпатах. Двоюрідний брат Генрика Збєжховського.

## Біографія
Олександр Бу́чацький народився 9 березня 1887 року в м. Риманові поблизу Сянка на Лемківщині (нині Сяноцького повіту Підкарпатського воєводства в Польщі).
На шляху розвитку Новацького Уладу зустрічаємо декілька постатей, про які мусимо пам'ятати та ставити їх всім пластунам, а зокрема новацьким виховникам перед очі. До них належить постать о. Бучацького. Сильветка цього священика, пластуна-сеньйора й громадянина-патріота, що муравлиною працею досягнув великих успіхів у своєму житті, незвичайно цікава, навіть коли накреслимо її загальними рисами. Безжурно пробігають перші дитячі роки Олександра серед численної вчительської сім'ї. Та коротко триває цей радісний час. У 8-у році життя став сиротою. З того часу пробивається через життя сам. Нелегко приходиться вдержатися в державній гімназії у Сяноці. З перших років гімназії мусить заробляти на життя лекціями, здобуваючи в такий тяжкий спосіб знання.
По закінченні гімназії записується спочатку на правничий факультет університету у Львові, пізніше на теологію. 1912 року одержує свячення і стає душпастирем у Стрілиськах коло Львова, потім у Копичинцях та в Конюхах коло Бережан. Але невідомий внутрішній голос спрямовує його до Львова. Там доводиться о. Бучацькому переживати славні часи Листопадового Зриву. Після того доля казала йому ще раз повернутися до Конюхів і допомагати старенькому тестеві о. Ксенофонтові Сосенкові у праці.
До Львова остаточно переїжджає у 1920 році, працює катехитом у народних школах з польською мовою навчання. За часів большевицької окупації заробляє на життя лекціями української мови. 1940 року стає парохом Богданівки та Левандівки на місце вивезених священиків. Важке запалення легенів перериває життєвий шлях видатного священика в час важких матеріяльних умовин і народного лихоліття у большевицькій дійсності 22 грудня 1940 року. Янівське кладовище прийняло його на вічний спочинок.
Громадська діяльність о. Бучацького почалася досить рано. Вже учнем 4 кляси належить до хору, організує театральний гурток, їздить по довколишніх селах і допомагає організувати читальні Просвіти, хори, театральні гуртки. Не згасили запалу Олександра ні важкі умови життя, ні перепони з боку урядових чинників.
В університеті о. Бучацький належить до студентської групи Адама Коцка, бере активну участь у боротьбі за Український університет у Львові 1910 року. Як студент теології працює в «Освітньому Кружку», що разом зі світською молоддю організував у Львові та Львівщині читальні Просвіти.
Священик Бучацький на всіх своїх парохіях проявляє незвичайну активність та неабиякі організаторські здібності. У Львові головним чином займається виховною роботою серед молоді. Робить це як одинокий вчитель-українець на годинах катехизму для українських школярів у польських народних школах. Різні труднощі, перешкоди з боку польської шкільної влади не відстрашили о. Бучацького й не завернули з обраного шляху. Хоч як був навантажений обов'язками й перепрацьований, вільний час присвятив дітям — ремісничій молоді та членам організації «Пласт». Питанню виховання, навчання і опіки над ремісничою молоддю надавав о. Бучацький надзвичайно велику вагу.
Правду кажучи, він був одним із нечисленних громадян, що глибоко розуміли цю проблему і практичною допомогою її розв'язували. Тому й взяв на себе обов'язки голови ремісничої бурси, спершу на Пасіках, а пізніше при вул. Бартосівної на Личакові, де займався побудовою нової ремісничої бурси при великій допомозі Митрополита Андрея Шептицького. Справжня батьківська опіка, праця на численних вечірніх курсах з'єднали о. Бучацькому велику симпатію і любов його вихованців.
Багато часу жертвував о. Бучацький для Пласту. 1928 року приймає обов'язки коменданта Уладу Новиків. Від цього часу аж до 1934 року переводить новацькі табори в Підлютому, а згодом на Остодорі. Можна сказати, що табір на Остодорі — це духова дитина о. Бучацького. Його ідею та старання в тій справі вповні підтримав Митрополит Андрей, даруючи коло 10 гектарів лісу на місце для табору з правом вирубати дерево на будову оселі. Це був великий дар Митрополита для пластового новацтва. Та всі дальші збірки грошових засобів припали о. Бучацькому, і мабуть лише з великою допомогою Божою він зміг довести до кінця всю справу будови новацького табору.
Отець О.Бучацький був одним з основників Уладу Пластових Сеньйорів і його першого куреня ім. скавтмайстра Степана Тисовського. За велику працю для Українського Пласту ВПРада іменувала о. Бучацького скавтмайстром та нагородила Свастикою Заслуги.
Тісні взаємини були між Митрополитом Андреєм та о. О.Бучацьким, що став немов зв'язковим поміж пластовою дітворою та її незабутнім Опікуном і Добродієм. Митрополит зі сльозами на очах сказав до сина о. Бучацького Омеляна, коли той закінчив розказувати подробиці останніх хвилин життя і причини передчасної смерти свого батька: «Помер один з моїх синів…»
Помер у Львові, похований у спільній могилі Сосенків — Бучацьких на 31 полі Янівського цвинтаря. Отець Олександр Бучацький, був зятем отця Ксенофонта Сосенка, двоюрідного брата художника М. Сосенка.